# Santa Maria dell’Ammiraglio

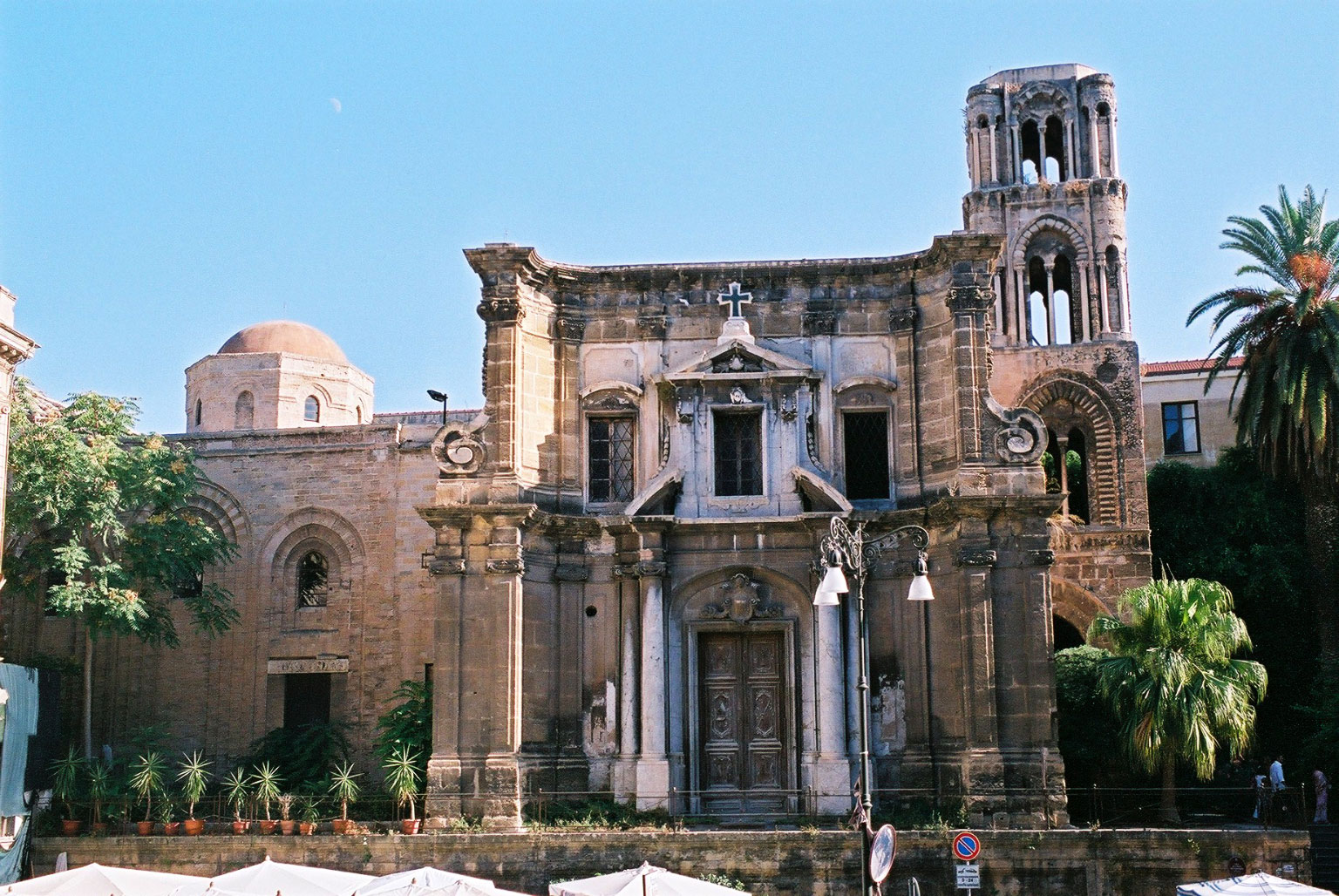
La Martorana, ursprünglicher Zentralbau (li.), Barockfassade und Glockenturm (re.)

Santa Maria dell’Ammiraglio (heilige Maria des Ammiratus) oder für Arbëresh San Nicolò dei Greci, auch La Martorana genannt, ist ein Kirchengebäude in Palermo. Es liegt unweit der Quattro Canti an der Südseite der Piazza Bellini neben der Kirche San Cataldo. Beide Kirchenbauwerke sind Teil des UNESCO-Welterbes Arabisch-normannisches Palermo und die Kathedralen von Cefalù und Monreale.

## Geschichte

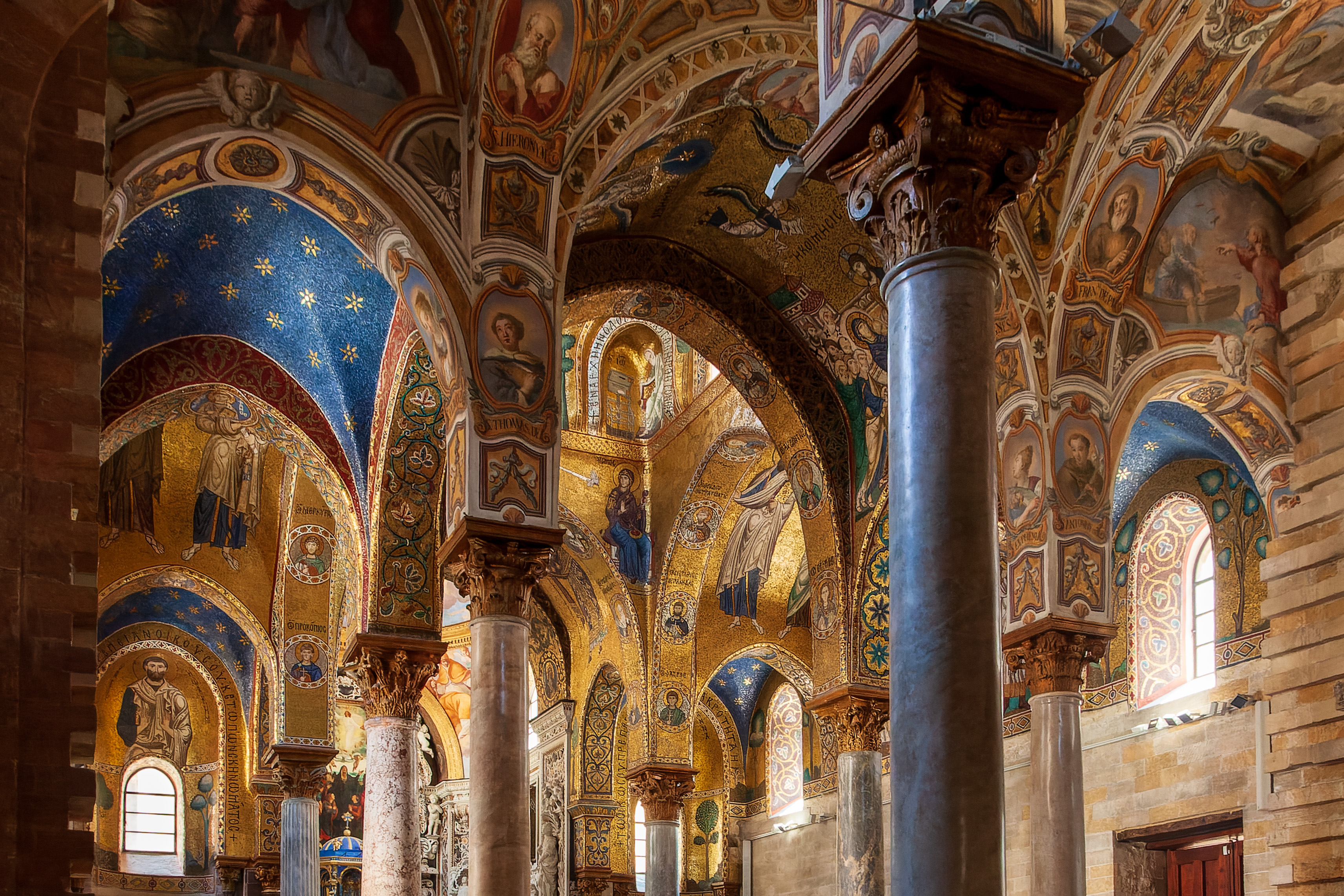
Innenansicht

Die Kirche wurde von Georg von Antiochien, dem Ammiratus König Rogers II. von Sizilien, gestiftet und ab 1143 erbaut. Sie erfuhr im Lauf der Geschichte zahlreiche bauliche Veränderungen. Ursprünglich war sie über dem Grundriss eines griechischen Kreuzes in quadratischer Form errichtet. Bis in das 13. Jahrhundert tagte im Atrium der Kirche der städtische Gerichtshof. 1435 wurde die Kirche an das Benediktinerinnenkloster der Eloisia Martorana angegliedert. Daher hat sie auch ihren Beinamen.
Ab 1588 erhielt die Kirche durch Einbeziehung des ursprünglichen Atriums in den Bau eine längliche Form. Bei diesem Umbau wurde auch die mittlere Apsis eingerissen und zu einem rechteckigen Altarraum erweitert. Im 17. Jahrhundert wurde dem ehemaligen Atrium eine Barockfassade zur Piazza Bellini hin vorgesetzt. Bei einer Restaurierung im 19. Jahrhundert wurde teilweise der mittelalterliche Zustand wiederhergestellt.
Der Glockenturm, der auf der der Kirche gegenüberliegenden Seite an das Atrium errichtet wurde, seit dem Umbau des 16. Jahrhunderts jedoch direkt an die Westfassade der Kirche anschließt, ist in seinen unteren zwei Stockwerken noch im Originalzustand erhalten. Die oberen Stockwerke sind im 14. Jahrhundert im Stil der katalanischen Gotik hinzugefügt worden.
Seit 1943 ist La Martorana Sitz der Pfarrei San Nicolò dei Greci mit byzantinischem Ritus für alle in Palermo wohnenden italo-griechischen Gläubigen und Konkathedrale der Eparchie Piana degli Albanesi.

## Inneres

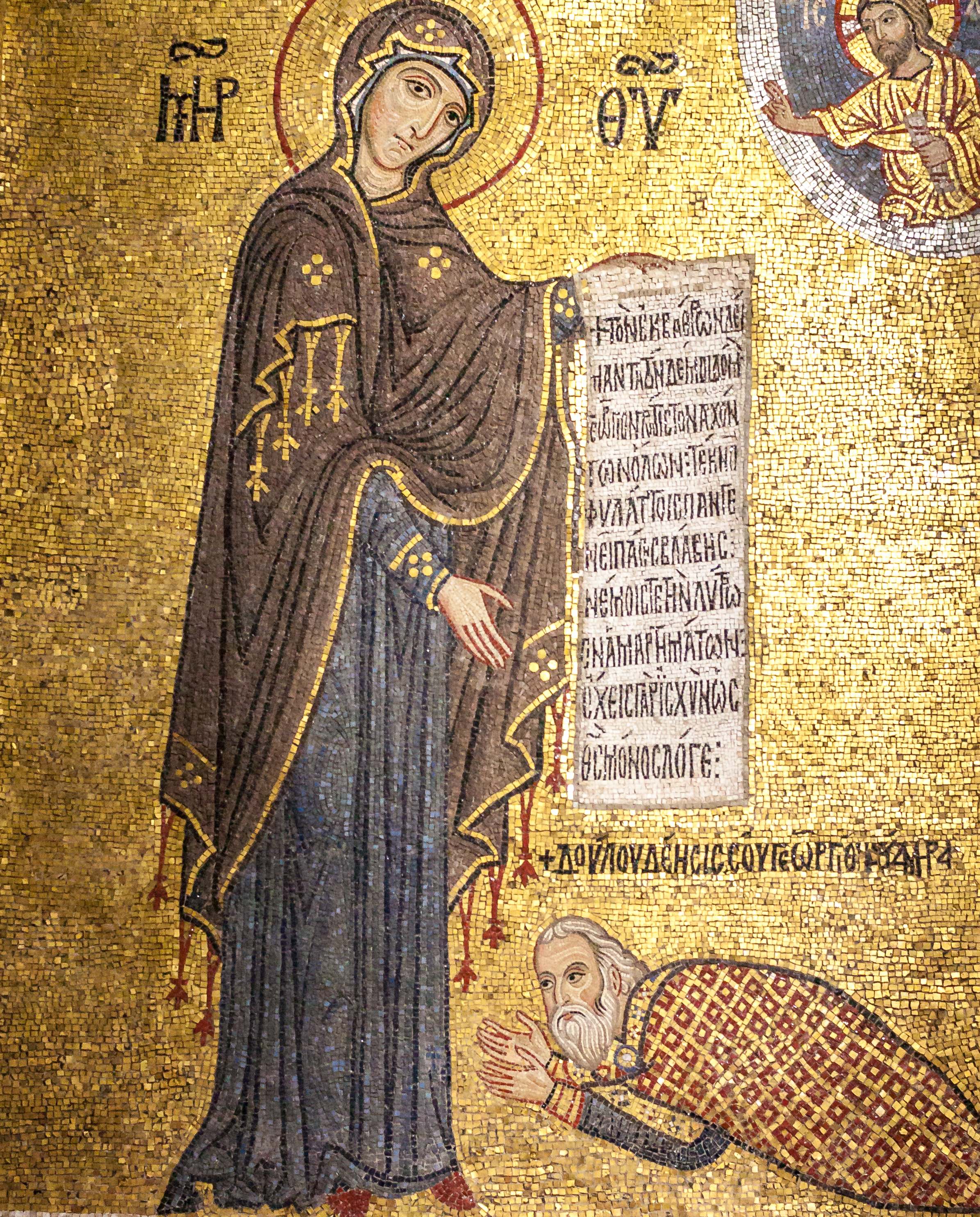
Dedikationsmosaik (für Transkription und Übersetzung auf das Bild klicken)

Das Innere der Kreuzkuppelkirche ist dreischiffig. Die Schiffe sind durch Rundbögen voneinander getrennt, die auf Säulen mit korinthischen Kapitellen ruhen. Die Deckengewölbe und die Bögen sind mit byzantinischen Goldgrundmosaiken überzogen. Dabei ist die Ikonographie an der byzantinischen Liturgie orientiert. Die Hauptrichtung der Ikonographie geht daher nicht von vorne nach hinten wie bei den Langbauten über dem Grundriss eines lateinischen Kreuzes, sondern von oben nach unten.

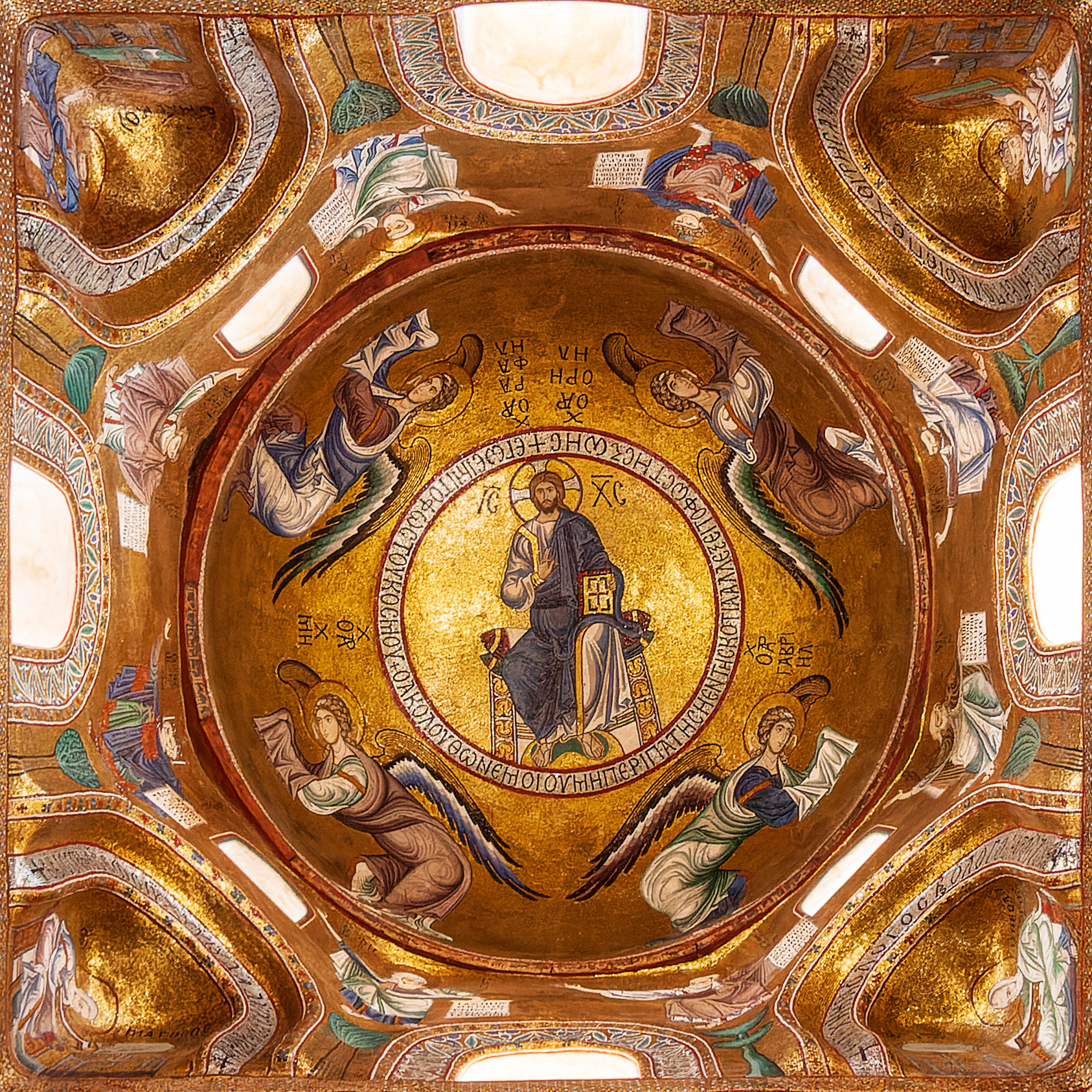
Christus im Kuppelmosaik

Am höchsten Punkt der Kirche, in dem Mosaik der Vierungskuppel, ist Jesus Christus als Pantokrator dargestellt. Ihm zu Füßen liegen die vier Erzengel Michael, Gabriel, Raphael und Uriel in anbetender Stellung. Auf dem Holzrand, der die Kuppel vom Tambour trennt, sind noch die Worte eines Hymnus in kufischer Schrift und griechischer Sprache zu erkennen: „Wir loben Dich, wir beten Dich an, wir danken Dir für Deine Macht und Herrlichkeit; Herr, König des Himmels, allmächtiger Vater, Jesus Christus und der Heilige Geist, Herr Gottes, Lamm Gottes, dass du hinwegnimmst die Sünden der Welt.“
An den Seiten des achteckigen Tambours der Kuppel sind acht Propheten des Alten Testaments (Jesaja, David, Moses, Zacharias, Jeremia, Daniel, Elija und Elischa) dargestellt, in den Ecknischen beim Übergang des Tambours in das Vierungsquadrat die vier Evangelisten. Die Gewölbe seitlich der Vierung zeigen acht von zwölf Aposteln, nämlich Peter, Andreas, Paul, Jakobus, Thomas, Philippus, Simon und Bartholomäus. Die Randbögen der Vierung tragen Medaillons mit Darstellungen von Märtyrern. Auf dem Gewölbe des Triumphbogens ist die Verkündigung dargestellt. Die Mosaiken der Martorana liegen zeitlich vor denen der Capella Palatina und der Kathedrale von Monreale. Das Hauptaltarbild stammt von Vincenzo degli Azani.
Nach dem Umbau ab dem 17. Jahrhundert wurden die Apsiskapelle, der ehemalige Narthex und einige Bereiche der Seitenschiffe mit Fresken von Antonio Grano (1685), Guglielmo Borremans (1717) und Olivio Sozzi (1744) versehen. Gleichzeitig wurden die Mosaiken der Kirchengründer in den ehemaligen Narthex übertragen. Auf der linken Seite ist Georg von Antiochien dargestellt, der sich betend vor der Muttergottes zu Boden wirft, auf der rechten Seite Roger II., der von Christus selbst zum König gekrönt wird. Das Seitenportal davor ist durch eine Holztür mit arabischen Schnitzarbeiten verschlossen. Auch zwei Säulen im Eingangsbereich weisen arabische Inschriften auf, links vom Eingang die Worte „Sieg, Eroberungen, Grandeur und viel Glück“, rechts Auszüge aus der 16. und 19. Sure des Korans, die mit der christlichen Offenbarung übereinstimmen. Dies mag überraschen, jedoch war der tolerante Umgang mit den Muslimen charakteristisch für die normannische Herrschaft auf Sizilien. Die christlichen Fürsten erlaubten sogar arabisch als offizielle Amtssprache (neben Latein, Griechisch und normannischem Französisch), wodurch auch die arabischen Beschriftungen in der Kirche zu erklären sind.